# Cassins baardbuulbuul
Cassins baardbuulbuul (Criniger chloronotus) is een zangvogel uit de familie Pycnonotidae (buulbuuls). De Nederlandse naam verwijst naar de Amerikaanse ornitholoog John Cassin die deze vogel in 1859 wetenschappelijk heeft beschreven.

## Verspreiding en leefgebied
Deze soort komt voor van Kameroen tot oostelijk Congo-Kinshasa en noordelijk Angola.

## Status
De grootte van de populatie is niet gekwantificeerd maar de soort wordt omschreven als vrij algemeen. Op de Rode lijst van de IUCN heeft deze soort de status niet bedreigd.